# Echinargus huntingtoni
Echinargus huntingtoni är en fjärilsart som beskrevs av Frederick H. Rindge och Comstock 1953. Echinargus huntingtoni ingår i släktet Echinargus och familjen juvelvingar. Inga underarter finns listade i Catalogue of Life.